# CentraleSupélec
CentraleSupélec, fondată în 2015, este o universitate tehnică de stat din Gif-sur-Yvette (Franța), rezultată în urma unei fuziuni de către instituțiile École centrale de Paris și École supérieure d'électricité.

## Secții
- Master

Domeniu: Inginerie 
- Doctorat

Domeniu: Inginerie Mecanică, Inginerie Civilă, Inginerie Electrică, Automatică, Tehnologia Informației, Procesare de semnal, Microelectronică, Nanotehnologie, Acustică, Telecomunicație
- Mastère Spécialisé
- MOOC[3].